# Українські студії в Кембриджському університеті
Українські студії в Кембриджському університеті — програма Департаменту славістики Кембриджського університету, спрямована на сприяння вивченню України у Сполученому Королівстві і за його межами. Програма створена для поглиблення громадського розуміння України та просування свіжих, інноваційних підходів до дослідження найбільшої країни в Європі, з багатою історичною, мовною і культурною спадщиною. Програма працює в рамках Славістичного відділу Факультету сучасних і середньовічних мов і мовознавства Кембриджського університету.
Центр українських студій Кембриджського університету займається викладанням української мови, культури та літератури, а також українським кінематографом. Окрім предметів, доступних студентам бакалаврської програми, українські студії пропонують курси української мови відкриті для всіх працівників і студентів університету. Також, українські студії організовують публічні онлайн-заняття української мови. Викладачами українських студій Кембриджського університету є Андрій Смицнюк, Оленка Певни та Рорі Фіннін.
Хоча основна увага приділяється літературі та культурі України, українські студії спрямовані на вивчення понять географічних кордонів і сприяння живому обміну між митцями, вченими, політиками і широкою громадськістю, а також між вищими навчальними закладами в Україні, Європі та Північній Америці.
Українські студії в Кембриджському університеті було зроблено постійною програмою в 2010 році.